# F-5 Freedom Fighter/Tiger II

Northrop F-5E Tiger II

F-5 Freedom Fighter («Фрі́дом Фа́йтер») та F-5E/F Tiger II («Та́йґер II») — американські легкі винищувачі, розроблені компанією «Нортроп» наприкінці 1950-х років. Літак призначався в основному для експорту в країни, які одержували американську військову допомогу. У різний час перебував на озброєнні багатьох країн Європи, Азії, Африки і Латинської Америки, ставши одним з найпоширеніших бойових літаків у світі.
Складається з двох основних моделей: оригінальна F-5A/B Freedom Fighter та модернізована F-5E/F Tiger II, що виготовлялась з 1973 року.

## Історія розробки
Розробка «Нортроп» F-5 почалася в 1954 році, коли інженери фірми виробили специфікацію до легкого винищувачу, який міг би надійти на озброєння ВПС країн НАТО і блоку СЕАТО. На озброєння в ВПС США надходили літаки «сотої» серії F-100, F-101, F-104. Але ці літаки були надто дорогими для експорту в союзні країни. Вимагався максимально простий і дешевий винищувач. В результаті наступного року почалися роботи по легкому надзвуковому винищувачу, який був невибагливий в наземному обслуговуванні, міг би злітати і сідати на досить короткі ЗПС і польові майданчики, а також на невеликі авіаносці.
«Серцем» нового проекту став двигун General Electric J85, який спочатку розроблявся для безпілотника GAM-72 «Green Quail». Відносно невеликі розміри двигуна дозволяли зробити легкий літак, однак його потужність була недостатньою. Тільки після того як інженери компанії General Electric пообіцяли збільшити потужність з 952,54 кг до 1 746,33 кг інженери «Нортропа» змогли остаточно сформувати вигляд перспективного винищувача, який отримав заводського позначення N-156.
В ході робіт до первісної конструкцію були внесені численні зміни, які у результаті привели до створення N-156TX. Фактично це був двохдвигуновий літак з двомісною кабіною, де льотчики розміщувалися тандемом. Одночасно на фірмі розроблялася і палубна версія N-156NN, якими передбачалося замінити застарілі Grumman F9F «Пантера». Однак після того, як моряки відмовилися від ескортних авіаносців як класу, доля проекту була вирішена наперед. Остаточною версією одномісного літака стала N-156F, двомісного — N-156T. На машинах обох версій були встановлені два двигуни General Electric J85, розташовані попарно.
Новий літак запропонували ВПС, так і флоту. Флот практично відразу відхилив пропозицію «Нортропа», не висловило великого ентузіазму і авіаційне командування. Справа в тому, що на той момент необхідності в легкому винищувачі не було, зате була крайня необхідність в заміні навчально-тренувального літака «Локхід» Т-33. Тому менеджмент «Нортропа» зробив «фінт», висунувши новий літак в рамках специфікації USAF 1955 року — SS-240L. В результаті в червні 1956 на озброєнні ВПС США був прийнятий двомісний навчальний літак N-156T під позначенням T-38 «Телон». Військовими було профінансовано виготовлення трьох прототипів.

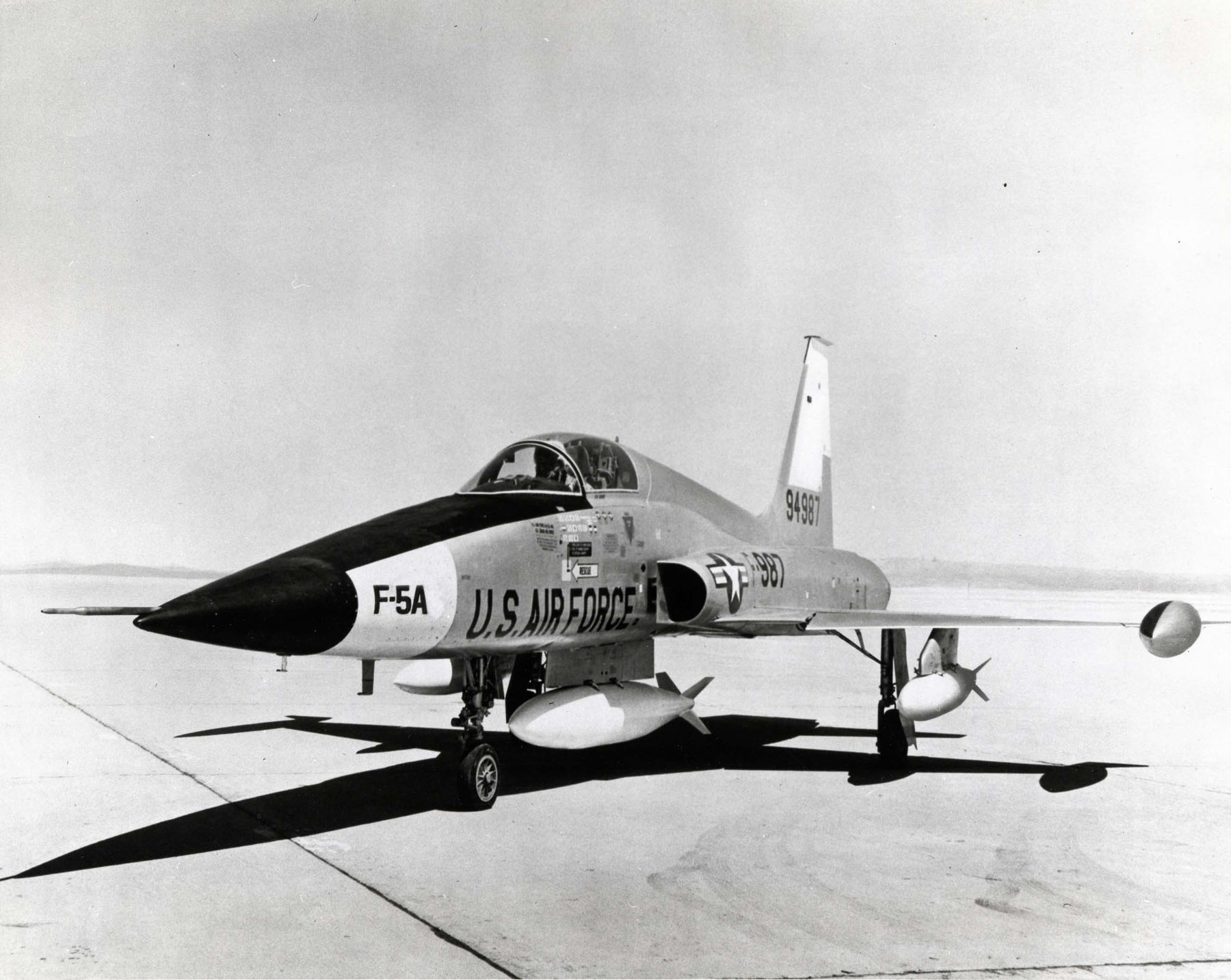
Прототип YF-5A

Незважаючи на такий успіх, «Нортроп» продовжував розробку бойової версії N-156F як приватну ініціативу. Ця модифікація була Т-38, але з іншою конструкцією крила. У 1958 році новий літак знову був представлений військовим. Згідно аналізу стало зрозуміло, що у фірми вийшов дешевий надзвуковий винищувач, придатний для поставок американським союзникам по всьому світу, проте для USAF машина була визнана непридатною. 25 лютого 1958 ВВС профінансували виготовлення трьох прототипів (серійні № 59-4987 / 4989). Тоді ж N-156T отримав власне ім'я «Фрідом Файтер» («Борець за свободу»). Крім того, був замовлений прототип для статичних випробувань (59-4993).
Перший N-156F (59-4987) був побудований всього лише за рік. Спочатку на нього поставили два нефорсованих двигуна General Electric YJ85-GE-1 потужністю по 2100 lb.st Викочування літака відбулася 31 травня 1959, після чого він був відправлений на авіабазу Едвардс. Перший виліт на ньому льотчик-випробувач Лью Нельсон здійснив 30 липня 1959.
На перед серійних машинах стояли форсовані двигуни J85-GE-5 кожен потужністю 1 133,98 кг і 1 746,33 кг у форсованому режимі. Другий N-156F (59-4988) використовувався для льотних випробувань, а третій став N-156F (59-4989) став прототипом для серійного виробництва, рішення про яке було прийнято не чекаючи закінчення всього циклу льотних випробувань.
Тим часом військові випробування підтвердили той факт, що машина дуже проста в обслуговуванні, а також може злітати і сідати на польові майданчики (використовувалася допоміжна смуга флотської авіабази Пенсакола). Проводились також випробування із застосуванням УР «Сайдвіндер», «Сперроу» III, «Фелкон», а також різними комбінаціями підвісного озброєння. Виявилося, що по масі озброєння літак перевищує F-100 при більшій швидкості і кращих умовах для базування. Проте, в серпні 1960 року командування ВПС підтвердило свій висновок — «новий літак не буде прийнятий на озброєння».
В цей час адміністрація Кеннеді висунула нове гасло «підтримки будь-яких друзів, якщо вони б'ються за незалежність і поділяють американські принципи демократії». Слідом за цим почалися масові поставки зброї «Made in USA» по всьому світу. «Експортним» літаком був обраний F-104G «Страфайтер», який був поставлений в декілька країн НАТО і до Японії. Флотські посилено просували Vought F8U «Крусейдер», а от Міністерство Оборони зайнялося просуванням N-156F.
25 квітня 1962 Міністерство Оборони оголосило, що N-156F обраний як базового літака для поставок по програмі MAP. Варто сказати, що літаки, передані різним країнам в рамках цієї програми залишалися власністю США і країна-одержувач оплачувала тільки запасні частини і підготовку льотчиків. Таким чином, численні американські союзники по всьому світу змогли отримати достатньо сучасний надзвуковий винищувач практично задарма. 9 серпня того ж року офіційно N-156F стала іменуватися F-5A «Фрідом Файтер», а в жовтні 1962 року був підписаний контракт на 20 мільйонів доларів для налагодження масового виробництва літака.

## Ліцензійне виробництво
На початку 1959 року керівництво «Нортропа» провело цілий ряд переговорів на предмет ліцензійного виробництва винищувача. В переговорах брали участь представники таких фірм як бельгійської SABCA, голландської «Fokker», італійської «Fiat Aviazione», крім того залучили ряд британських і австралійських компаній. У підсумку міжнародний ринок N-156F був визначений в феноменальну цифру — 4000 літаків! Хоча європейські фірми більше схилялися до виробництва більш сучасного F-104G «Страфайтер», але представники «Нортроп» все-таки знайшли точки дотику і надалі літак виробляли по ліцензії в Канаді (фірма Canadair, 135 CF-5, 75 NF-5A і 30 NF-5B), Іспанії (CASA, 34 SF-5B і по 18 SF-5A і SRF-5A), Швейцарії (FFA, 84 F-5E i 6 F-5F), Південної Кореї (Hanjin, 48 F-5E i 20 F-5F) і Тайвані (AIDC, 242 F-5E i 66 F-5F).
Серійний випуск почався в 1964 році, коли фірма отримала перше замовлення на 64 літаки для ВПС Норвегії. Також виготовлявся розвідувальний варіант RF-5A. Загалом в США було виготовлено 1022 F-5, з них 792 F-5E, 140 F-5F і 20 RF-5E.

## Характеристики
F-5A «Freedom Fighter» — низькоплан з трапецієвидним крилом (стрілоподібність 25°) і однокільовим оперенням. Силова установка — два турбо-реактивні форсовані двигуни General Electric J85-GE-13 (форсажна тяга 1850 кгс.). Бортове обладнання — мінімальне, на літаку не було встановлено РЛС, що зумовило його використання лише за простих метеоумов. Канадські F-5A мали більш потужні двигуни J85-Can-15 (з форсажною тягою 1950 кгс.).
Вбудоване озброєння складалось з двох 20-мм гармат M39E (280 набоїв боєкомплект, на навчальних F-5B не ставилось). На семи вузлах (підфюзеляжний, чотири підкрильні і два на кінцях крила) могло встановлюватись підвісне озброєння масою до 2 тонн. Три центральні вузли підвіски могли також нести додаткові паливні баки. Озброєння складалось з авіабомб, некерованих ракет, а також керованих ракет типу «повітря-повітря» AIM-9 Sidewinder (4 штуки) і AGM-12 (ще дві).
В 1972 році почалось випробування нової версії F-5E «Tiger» II. Головною зміною стало встановлення сучаснішої електроніки, зокрема встановлення радара AN/APQ-153 (на двомісних AN/APQ-157), згодом ставився AN/APQ-159 з дальністю дії 36 км. Також були встановлені нові двигуни General Electric J85-GE-21B (тяга на форсажі 2270 кгс.). Маса підвісного озброєння зросла до 2800 кг.

## Оператори

### Канада
В 60-ті роки ця північноамериканська країна виношувала амбітні плани створення власної ядерної зброї і намагалася грати свою роль у міжнародній політиці. Однак її військова присутність в Європі була мінімальною — тут знаходилося всього три ескадрильї F-104G «Страфайтер». При цьому основу ВПС складали досить застарілі Avro CF-100 Canuck і Canadair Sabre. Їх було вирішено замінити на більш сучасний легкий винищувач.
Для конкурсу було відібрано декілька десятків конструкцій найрізноманітніших виробників: Fiat G-91, Douglas A-4 «Скайхок», McDonnell F-4 «Фантом», Rockwell A-5A «Віджілант», Grumman A-6A «Інтрудер», LTV A-7A «Корсар» II, Republic F-105 «Тандерчіф», North American F-100 Super Sabre, North American F-107A, General Dynamics F-111 і нарешті Northrop F-5 «Фрідом Файтер». Після порівняльних випробувань канадські військові, що називається «поклали око» на F-4 «Фантом», проте під тиском уряду в липні 1965 був вибраний більш дешевий «Нортроп».
Однією з умов укладення масштабної угоди була угода про розгортання ліцензійного виробництва літака в країні. Був вибраний і виробник — фірма Canadair Ltd., виробничі потужності якої розташовувалися в Картервілле (недалеко від Монреаля). Винищувачі канадського виконання отримали позначення CF-5A (заводське CL-219). Двомісна версія була відома як CF-5D (D — «подвійна»). З 1976 року змінилася система позначень літаків в канадських ВВС і одномісний варіант став іменуватися CF-116, проте назва CF-5 було настільки популярним, що продовжувало використовуватися до кінця служби літака в Канаді. Відповідно CF-5D став CF-116D.
Різкою відмінністю від американських аналогів було використання більш потужних двигунів J85 виробництва Orenda. Фірма вже мала величезний досвід їх виробництва, так як поставляла їх для двомісних літаків CT-114 Tutor, який перебував на озброєнні ВПС. Збільшення потужності позитивно позначилося на ТТХ канадських машин, зокрема швидкість у них була вище, та й швидкість набору висоти зросла. Спочатку операція була укладена на поставку 115 літаків, з яких 80 відсотків повинні бути зроблені в Канаді. Практично одночасно Канада отримала замовлення від Нідерландів на виготовлення 105 аналогічних літаків для місцевих ВВС.
В процесі виробництва в конструкцію канадських CF-5A були внесені деякі зміни, які стали результатом досвіду застосування американських машин у В'єтнамі. Зокрема, на CF-5A стояла система дозаправки в повітрі, причому її конструкція була на іншому боці, ніж на американських машинах. Довжина мінімальної злітно-посадкової смуги була зменшена на 25 відсотків через застосування нового здвоєного носового шасі. Також було введено додаткове бронювання, змінена конструкція ліхтаря, підкрилевих пілонів. Зміни торкнулися також навігаційної і радіосистем, також був встановлений посадочний гак (справа в тому, що на більшості канадських аеродромів стояли аерофінішери). Що стосується електричної схеми винищувача, то вона на 87 відсотків була оновлена, також було встановлено новий гіро-оптичний приціл Ferranti ISIS.
Початок серійного виробництва літака в Канаді збігся з виборами нового уряду на чолі з лідером ліберальної партії П'єром Працю, який висунув гасло скорочення військових витрат, в результаті чого постраждали багато військові програми. Так, кількість CF-5 було скорочено з 118 до 54. До того часу всі замовлені літаки перебували в тій чи іншій стадії складання, тому їх відправили на зберігання. Однак це не був вихід з положення і практично готові літаки були виставлені на продаж. У 1972 році Венесуела замовила 18 таких літаків (16 одномісних і 2 двомісні), які оперативно були поставлені з лютого по червень того ж року. Літаки отримали позначення VF-5A і VF-5D і надійшли на озброєння 12-ї винищувальної групи (Grupo de Caza No 12). Згодом два одномісних винищувача були переобладнані в розвідувальні RVF-5A. До 1990 року в аваріях і катастрофах були втрачені сім машин, після чого залишилися вивели зі складу ВПС і зосередили на базах зберігання.
Унаслідок відсутності коштів з шести ескадрилей канадських ВВС, які планували переозброїти на CF-5, переозброїли тільки дві — No. 434 «Bluenose» і No. 433 «Porcupine».
Літаки цих підрозділів широко використовувалися в ході різних навчань, часто перекидалися як до Європи, так і за Полярне Коло. При цьому CF-5A несли досить широку гаму озброєння, включаючи НАР XRV7, касетні бомби як британські BL755, так і американські Mk 20 «Rockeye».
Після декількох років експлуатації літака канадські військові дійшли висновку, що літак не в повній мірі відповідає їх вимогам. Як винищувач через відсутність РЛС він не може бути серйозним противником для винищувачів радянського виробництва в разі початку конфлікту НАТО з країнами Варшавського договору, а як штурмовик він має занадто короткий бойовий радіус, а також украй мале бойове навантаження.
З появою на озброєнні ВПС нових літаків ці дві ескадрильї переозброїли досить швидко: ескадрилья No. 433 була переозброєна на McDonnell Douglas CF-18 Hornet в січні 1988 року, No. 434 — в червні того ж року. Все, що залишилися CF-5 були переведені на роль навчальних винищувачів і зведені в ескадрилью No. 419.
У 1995 році Департамент Національної Оборони Канади заявив про 25 відсоткове скорочення кількості винищувачів в складі ВПС. Для того, щоб не зменшувати кількість CF-188 командування ВПС вирішило вивести з бойового складу всі CF-116. До того часу фірма «Bristol» завершила модернізацію 37 літаків. В результаті до кінця 1995 року всі літаки були відправлені на зберігання та запропоновано для продажу.
Уже на початку 1996 року партія з 10 CF-116 і трьох CF-116B була куплена Ботсваною. Сюди ж у 2000 році пішли і три одномісних винищувача, а також два двомісних. В Африці ці літаки пішли на озброєння двох ескадрилей: Z18, яка базується в міжнародному аеропорту Sir Seretse Khama і Z28 (авіабаза Thebephatshwa).
До речі, перед поставкою все CF-5 ВПС Ботсвани пройшли додаткову модернізацію британської фірмою British Aerospace (BAe) Flight Systems. Зокрема, було встановлено систему відстрілу теплових пасток ALE-47.
Підбиваючи підсумок «канадської епопеї», відзначимо, що всього фірма Canadair до січня 1975 побудувала 240 F-5, включаючи 135 CF-5 для Канади, 75 одномісних NF-5A і 30 двомісних NF-5B для Нідерландів.

### Нідерланди
У 1966 королівські ВПС Нідерландів вибрали F-5 «Фрідом Файтер» як заміну застарілих F-84F «Тандерстарйк». Спочатку планувалося спільне з Бельгією ліцензійне виробництво 200 F-5, проте бельгійці обрали для заміни F-84F французький «Mirage 5». У підсумку в лютого 1967 року голландський уряд звернулося до фірми «Canadair» з пропозицією про виробництво винищувачів.
Машини голландського замовлення отримали заводське позначення CL-226, при цьому одномісні CL-226-1A10, а двомісні CL-226-1A11, в ВВС Нідерландів — NF-5A і NF-5B відповідно. Початкове замовлення становило 90 одномісних літаків і 15 двомісних., Але пізніше він був скоректований у бік зменшення. Постачання почалося наприкінці 1969 року.
Незважаючи на те, що замовлення було розміщено в Канаді, голландські фірми теж отримали цілий ряд замовлень на виготовлення окремих частин і агрегатів. Так, на Fokker і Avio Diepen було розгорнуто виробництво фюзеляжів, які потім морем відправлялися в Канаду. Цікаво, що згодом тут вироблялися запасні частини і агрегати не тільки для NF-5, але і для «чисто» канадських CF-5.
Більшість систем авіоніки CF-5 (такі як радіостанція, навігаційна система Sperry, приціл ISIS) знімалося з NF-5 і встановлювалося нове. Так, на NF-5 стояла канадська навігаційна система Marconi Type 668 Doppler, гіроскоп Sperry, а також інше обладнання. В березні 1969 року був проведений перший NF-5 (K-3001), фактично це був 17-й F-5, побудований в Канаді.
Літак недовго пробув на озброєнні ВПС і досить швидко був змінений на F-16. Останньою ескадрильєю, переозброєння з NF-5, стала No. 316. Сталося це в травні 1991 року. Зняті з озброєння літаки були зібрані на базах зберігання і пропонувалися на міжнародному ринку озброєнь. В результаті «Фрідом Файтер» купили три країни: Туреччина (60, з яких не всі були в льотному стані), Греція (11) і Венесуела (7). Інші були передані технічним школам і музеям.

### Іспанія
У 1967 році ліцензію на виробництво F-5A «Фрідом Файтер» отримала Іспанія. Основним підрядником виступила фірма Construcciones Aeronauticas SA (CASA), а ліцензійні машини отримали позначення SF-5A (від «S» — Іспанія). Відповідно навчально-бойова версія позначалася SF-5B, а розвідувальна SRF-5A. Згідно місцевій системі позначень це були відповідно C.9, CE.9 і CR.9. Замовлення складалося з 34 SF-5B і по 18 SF-5A і SRF-5A. Перші три літаки для іспанських ВПС були поставлені у вигляді наборів з авіазаводу «Нортроп» і були зібрані в Іспанії. Перший літак іспанського виробництва піднявся в повітря 22 травня 1968, а в цілому збірка літаків тривала до 1971 року. В стройових частина літак не прижився і незважаючи на постійні зусилля з модернізації швидко перейшов в розряд навчальних винищувачів. Винищувачі були зняті з озброєння в 1992 році, розвідники в 2003.
Досі залишись на службі лише навчальні літаки. В 1993 році вони пройшли перший етап модернізації (вдосконалили радіообладнання) після чого отримали назву SF-5B+. В 2000 році за проектом ізраїльської фірми ІАІ було оновлено авіоніку, встановлено багатофункціональні дисплеї, що дозволяє проводити підготовку пілотів для EF-18 і «Тайфунів». Після модернізації вони отримали назву SF-5М. На 2016 рік вони 19 SF-5М базуються в 231-ій і 232-ій ескадрильях (аеродром Талавера Ла Реаль). За планом їх строк служби закінчується 2024 року.

### Туреччина

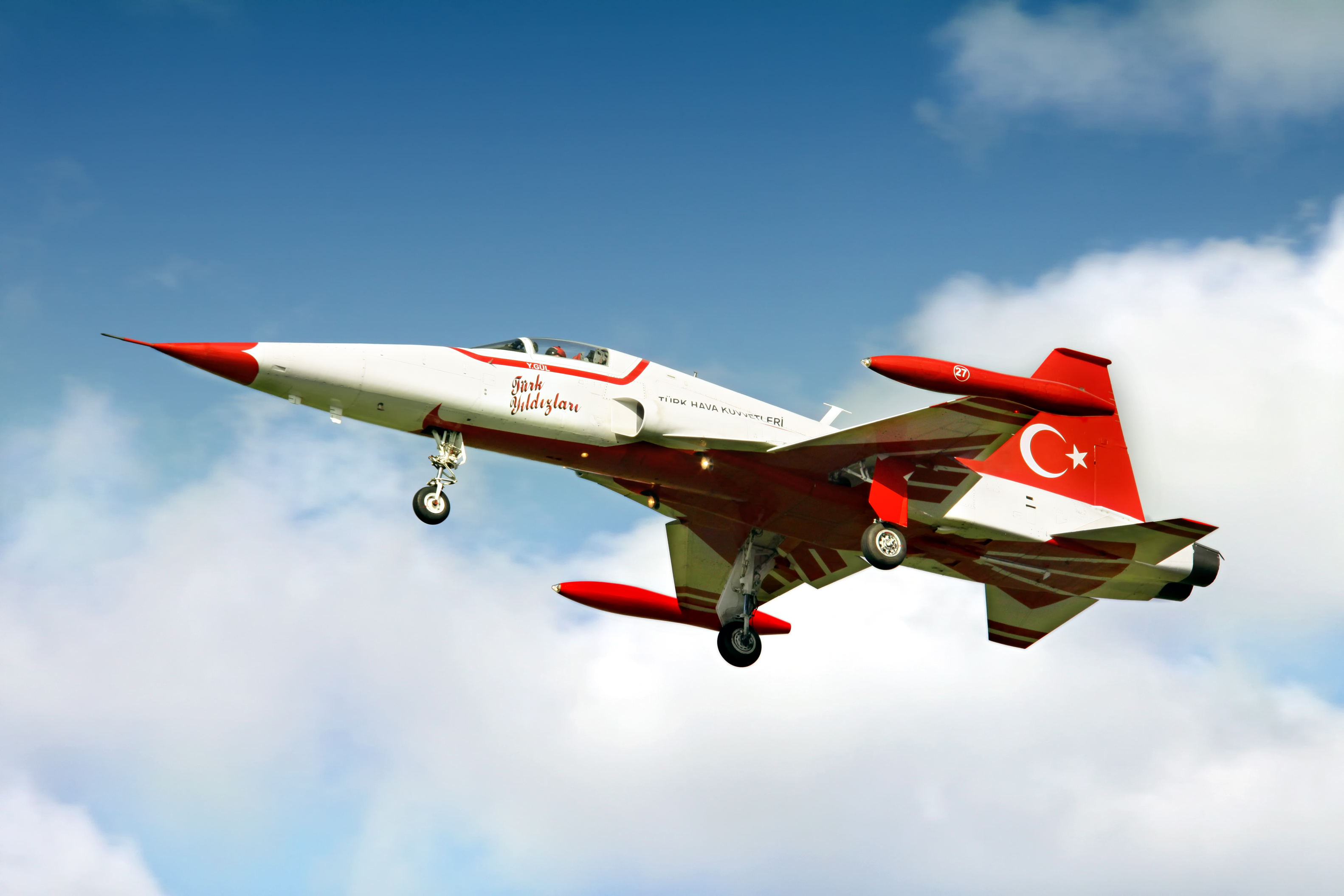
F-5 пілотажно-демонстаційної групи «Тюрк Йілдизлан»

Туреччина з різних країн отримали 241 літаків F-5 (F-5А/В, NF-5А/В і RF-5A). В 2002—2006 роках була проведена модернізація сорока восьми літаків (20 F-5А, 8 F-5В, 14 NF-5А і 6 NF-5А) з допомогою ізраїльської фірми ІАІ, отримали назву F-5-2000. Було отримане нове обладнання, що, як і в випадку іспанських SF-5М, дозволило тренувати пілотів сучасніших винищувачів.
На 2016 рік в строю залишилось 12 літаків, які експлуатуються 134 ескадрильєю — пілотажно-демонстраційною групою «Тюрк Йілдизлан» (авіабаза Конья).

### Ботсвана
В 1996 році Ботсвана купила в Канади 10 CF-5A і 3 CF-5D, а в 2000 ще два CF-5A і два CF-5D. Машини пройшли часткову модернізацію — було встановлено пристої для відстрілу дипольних відбивачів і інфрачервоних пасток AN/ALE-47. На 2016 рік в строю залишилось 10 CF-5A і 3 CF-5D.

### Іран

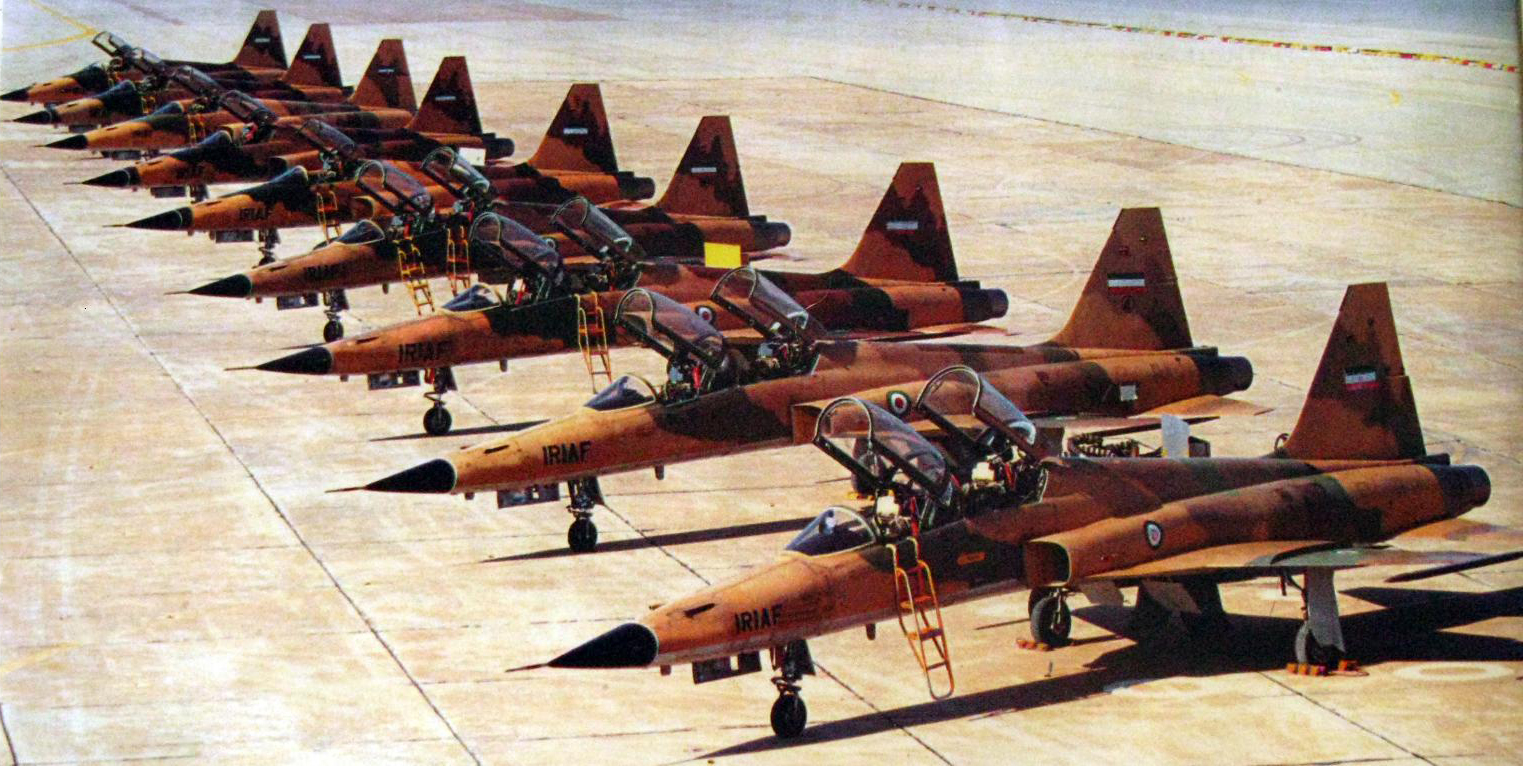
Іранські F-5. Ірано-Іракська війна.

До 1971 року в Іран надійшло 140 літаків, 107 F-5A, 20 F-5В і 13 RF-5A. Проте протягом 70-тих років більшість з них була замінена на новіші F-5E/F, станом на 1979 рік в строю залишалось по 11 F-5А і RF-5A. Через втрати в ірано-іракській війні Іран закупив ще тринадцять F-5 (11 F-5A і по одному F-5В і 13 F-5A) в Ефіопії.
В 1993—2007 роках одинадцять F-5А було перероблено в двомісні для можливості виконання навчальних завдань. Деякі з них використовувались і в 2016 році 43-тьою навчально-бойовою ескадрильєю.
Станом на 2016 рік в строю також залишається 61 літак модифікацій F-5E/F. Вони були модернізовані: радіус дії радара AN/APQ-159 був збільшений до 64 км, було встановлено нові індикатори на лобовому склі. До їх озброєння додались російські ракети Р-60 і китайські PL-7. Літаки служать в 21, 23, 41 і 43 ескадрильях (авіабази Факкурі і Вахдаті).
Можливо на основі F-5E/F в 1997 році був презентований винищувач іранського виробництва «Азаракш», якого втім було виготовлено лише в кількох одиницях. А в 2004 році був презентований інший винищувач «Сакех», який від F-5E/F відрізняється двокільовим оперенням.

### Близький Схід
Велику кількість F-5 мали ВПС Саудівської Аравії та Йорданії, проте станом на 2016 рік всі вони вже списані. Ще декілька (дванадцять F-5E і чотири F-5В) F-5 були в списках ВПС Ємену 121-ї ескадрильї, але їх теперішній стан невідомий.
Дванадцять F-5 (вісім F-5E і чотири F-5F) перебувають в 6-й ескадрильї ВПС Бахрейну (авіабаза Шейх Іса). Вони були отримані в 1982—1987 роках, а в 1991 році брали участь в операції «Буря в пустелі» і здійснили 127 бойових вильотів.

### США

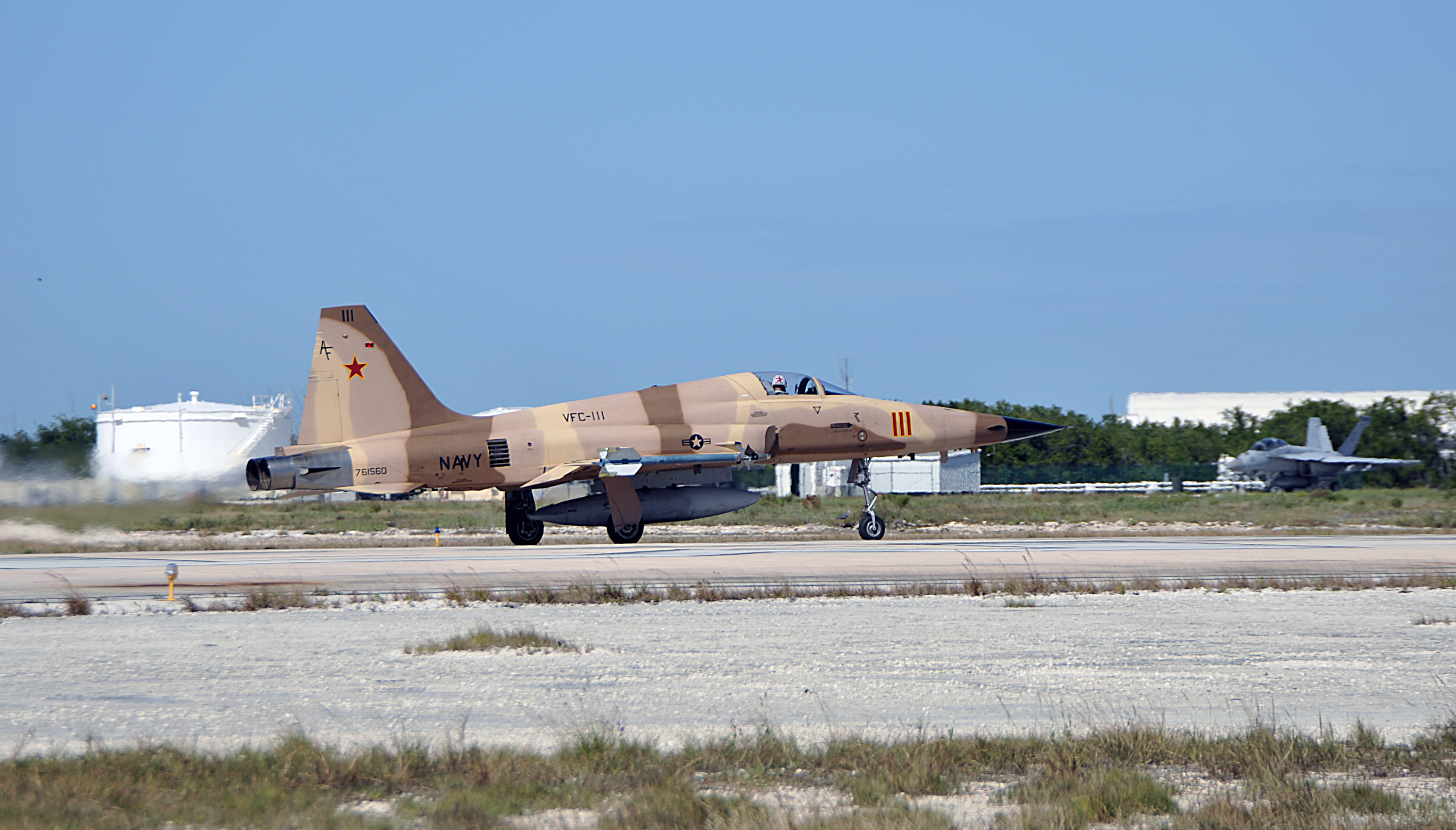
Колишній швейцарський F-5N на службі ВМС США. Ескадрилья VFC-111, 2014 р.

В США F-5 не були основою літаків, проте використовувались для імітації ймовірного противника. В ВПС F-5E замінили на F-16С, але в ВМС ще використовують модернізовані F-5E куплені в 2003—2007 роках в Швейцарії. Всього було куплено 44 літаки, з них три було перебудовано в двомісні машини. В літаків було демонтовано гармату, а також встановлені нові інерційна і супутникова навігаційні системи, а також нові дисплеї. Їх перейменували на F-5N і розмістили в трьох ескадрильях: VFC-13 (Фаллон, шт. Невада), VFC-111 (Кі Вест, шт. Флорида) і VMFAT-401 (Юма, шт. Аризона).

### Швейцарія

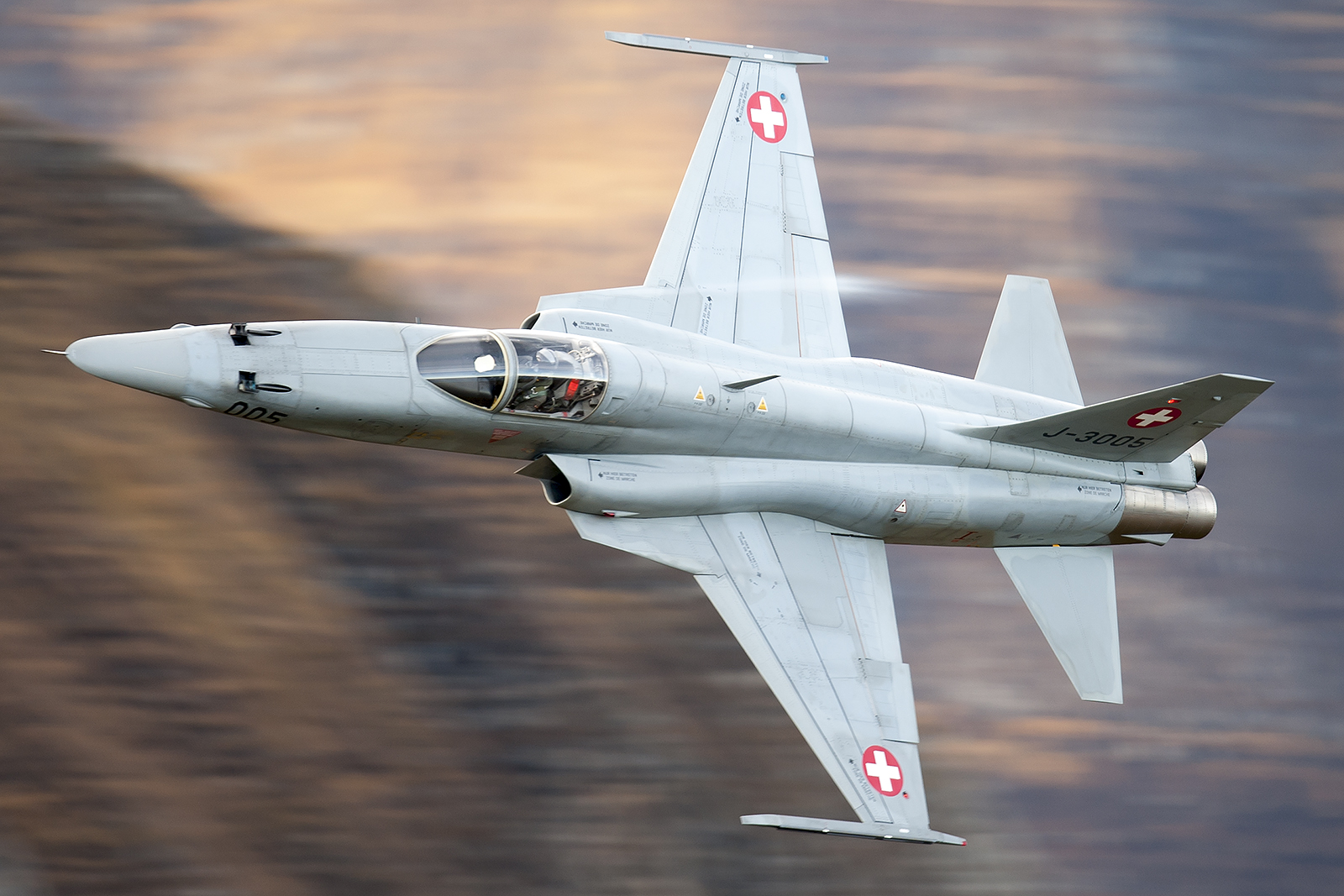
F-5E Швейцарських ВПС

В ВПС Швейцарії експлуатується 41 F-5E і 12 F-5F. Літаки пройшли модернізацію, зокрема було встановлено пристрої попередження AN/ALR-87 і нові радіостанції). Літаки розміщуються в 6-тій (Паєрн), 8-мій (Мейрінген) і 19-тій (Сіон) ескадрильї.

### Туніс
Туніс купив 12 F-5E і 4 F-5F, які перебувають на озброєнні 15-тої ескадрильї (авіабаза Бізерта). До 2018 року їх мають модернізувати з допомогою компанії Northrop Grumman. В результаті модернізації мають оновити навігаційне обладнання і інші пристрої.

### Кенія
В 1978—1982 роках ВПС Кенії отримали від США 10 F-5E і 4 F-5F, а в 2010 ще 13 F-5E і 2 F-5F від Йорданії. В строю залишається 16 одиниць, які розташовані в 15-тій ескадрильї (авіабаза Лайкіпія).

### Марокко

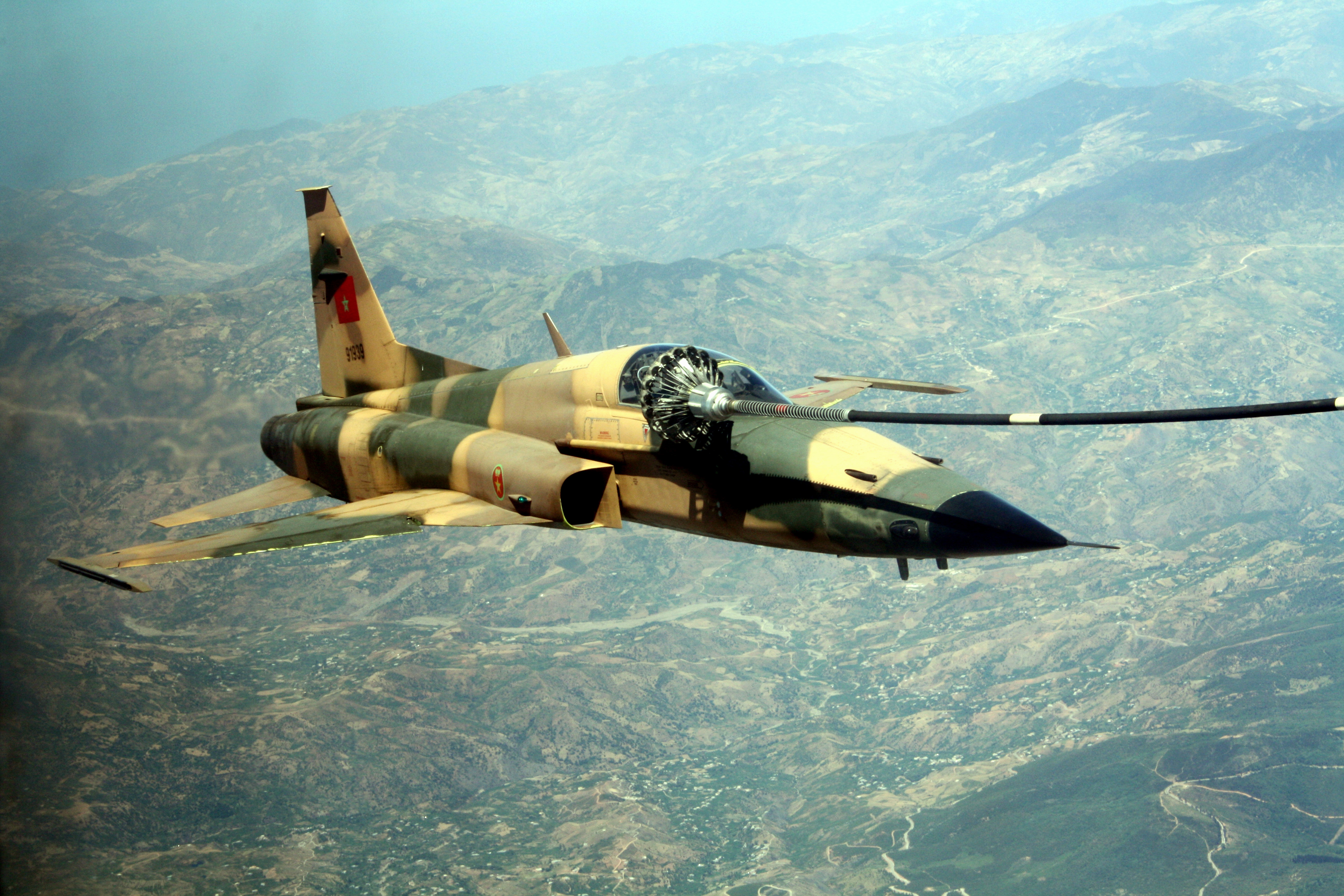
Марокканський F-5 Tiger II проводить дозаправку в повітрі. 2010 рік.

Марокко отримало 29 літаків F-5А/В, але вони всі вже зняті з озброєння, а також 26 F-5E і 4 F-5F. До 1990 року вони активно використовувались в бойових діях проти ПОЛІСАРІО в Західній Сахарі. В 2001—2004 роках 24 F-5E і 4 F-5F було модернізовані, в них було встановлено радіолокаційні станції FIAR «Гріфо» F/X, пристрої попередження про радіолокаційне опромінення EWPS-100, нові дисплеї та багатофункціональні індикатори. Літаки пристосували для підвішення станцій постановки активних перешкод ELT/555(V)3, а двомісні машини також можуть нести прицільні контейнери «Lighting» II. Озброєння поповнилось керованими ракетами «Пітон» 3/4 і керованими авіабомбами GBU-10 Paveway II і «Лізард». Станом на 2016 року залишилось 16 F-5E і 4 F-5F на авіабазі Менекс.

### Таїланд
Таїланд отримав 44 F-5E і 6 F-5F, вони двічі модернізовувались: в 1980-тих американцями, а в 2000—2003 — ізраїльською фірмою «Елбіт». Літаки отримали можливість використовувати керовані ракети «Пітон 4» і керовані авіаційні бомби з лазерним наведенням. Вони стоять на озброєнні 211-ї авіаційної ескадрильї (авіабаза Убон).

### Республіка Корея
Загалом в країну було поставлено 340 літаків різних модифікацій. Станом на 2014 рік в строю було 150 F-5E і 34 F-5F. Вони розкидані по шести ескадрильях: 103, 207 і 192 (авіабаза Вончжу), 101 і 201 (авіабаза Сувон) та 202 (авіабаза Єнчон). Вони модернізовувались, зокрема отримали системи радіоелектронної боротьби SPS-1000(V)5 і супутникові навігаційні системи, до складу озброєння ввійшли нові керовані авіаційні бомби. Корея планує продовжити експлуатацію літаків до 2023 року.

### Тайвань
В країні використовувалось майже 500 літаків F-5 (115 F-5А/В і 73 F-5E/F поставлених з США і 308 F-5E/F виготовлених за ліцензією). Станом на 2017 рік в строю залишилось близько 50 одиниць, 5 RF-5E служать в 12-тій розвідувальній ескадрильї, а інші знаходяться в 737 навчально-бойовому крилі (авіабаза Тайтун).

### Бразилія

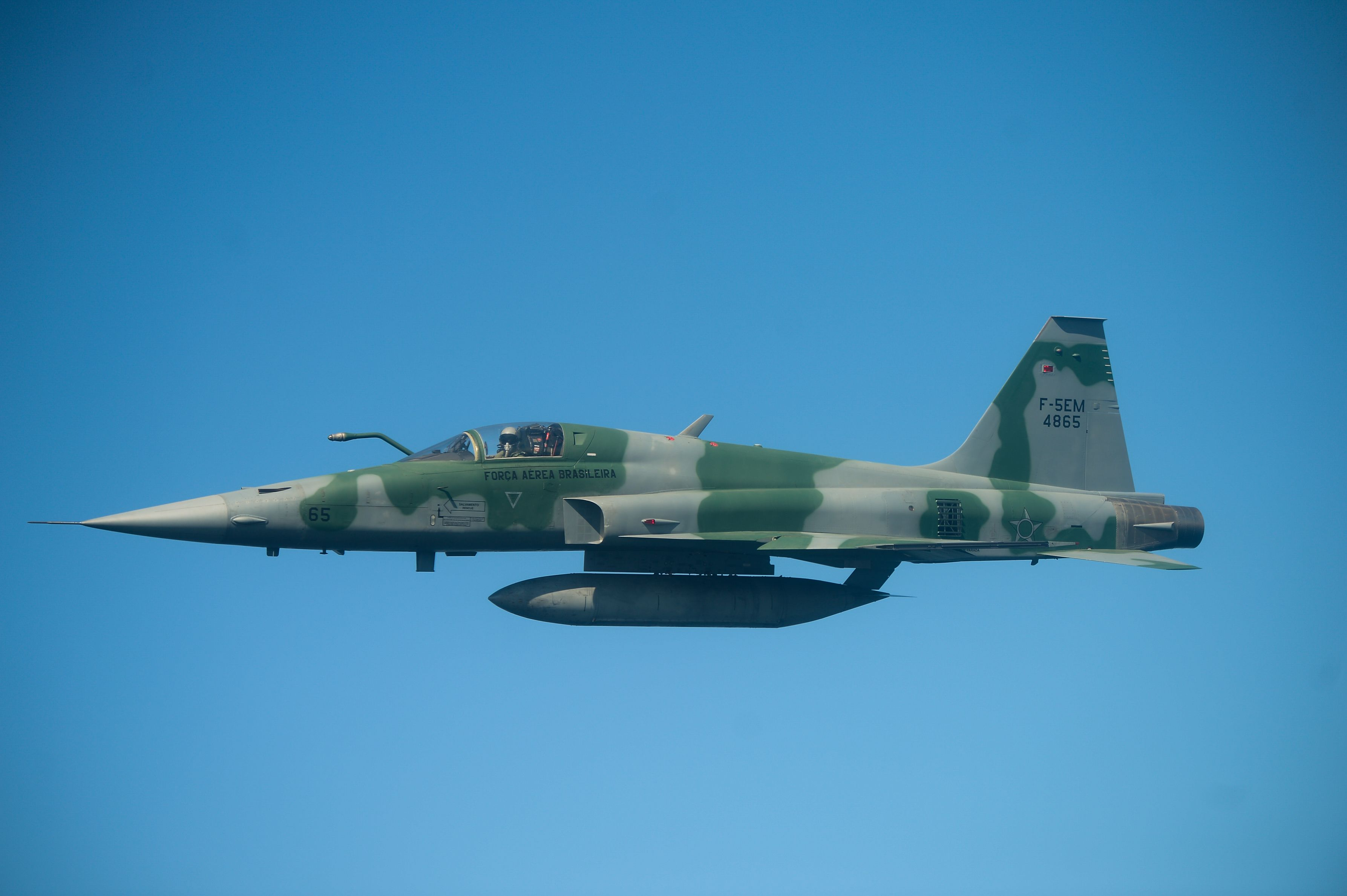
Бразильський F-5EM в 2016 році.

В 1974 році Бразилія отримала 36 нових F-5E і 6 F-5F. В 1988 році від США надійшло 22 F-5E і 4 F-5F зняті з озброєння, а в 2008 ще 8 F-5E і 3 F-5F з Йорданії. Всі йорданські літаки а також 46 раніше поставлених пройшли серйозну модернізацію і отримали нову назву F-5М. На них поставили радіолокаційну станцію "Гріфо X, новітні станції радіоелектронної боротьби, вдосконалені радіостанції і нові дисплеї. Арсенал почав містити керовані ракети MAA-1 «Піранья» (бразильського виробництва), «Пітон 3/4» і «Дербі». Винищувачами озброєно чотири ескадрильї: дві на авіабазі Санта-Круз, одна в Манаусі і остання на авіабазі в Коноасі.

### Чилі
В 1975 р. ВПС Чилі отримали 15 F-5E і 3 F-5F, зараз у складі 12-тої авіагрупи залишилось 9 F-5E і 2 F-5F. В 1990-тих роках вони проходили модернізацію, отримавши радар EL/M-2032 ізраїльського виробництва і інше бортове обладнання.

## Бойове застосування
Відповідно до початкових планів виробництво F-5A планувалося виключно на експорт, хоча в серпні 1964 року сім F-5A і п'ять F-5B надійшли в спеціально сформований 4441-й центр підготовки екіпажів на авіабазі ВПС США Вільямс. Цей підрозділ був створений спеціально для переучування іноземних льотчиків на літаки F-5. У вересні до навчання приступила перша група, що складається з шести іранських курсантів, чотирьох корейців і двох американців. Американським льотчикам належало вивчити новий винищувач для того, щоб згодом, за необхідності, надавати допомогу в освоєнні літаків за межами США.
Проте війна у В'єтнамі потребувала застосування легкого літака і командування ВПС вирішило прийняти на озброєння F-5. У підсумку одномісна модифікація отримала позначення F-5C, двомісна F-5D. Такі масштабні пропозиції були відправлені до Міністерства Оборони в червні 1965 року, тоді ж почалися і порівняльні випробування літака. Програма отримала назву «Skoshi Tiger» (трохи перекручене японське «Маленький тигр»). У 1965 року USAF отримали 12 F-5A (5 F-5A-15 і 7 F-5A-20) і передали їх в 4503-є Тактичне Винищувальне Крило для випробувань і доведення літака. Справа в тому, що фірма Нортроп спеціально для умов Південно-Східної Азії створило модифікацію літака. Зокрема, була додана система дозаправки в повітрі, додаткове бронювання, а також додаткові підкрильні пілони. Також було змінено склад навігаційно-пілотажного обладнання, встановлено сучасніший приціл.
20 жовтня 1965 літаки злетіли з авіабази Вільямс і 23 жовтня приземлилися на авіабазі Бьен Хоа у В'єтнамі. Вже до вечора літаки кинули в бій. Всього за 4 місяці льотчики виконали 2500 бойових вильотів як на перехоплення, так і на підтримку наземних військ і розвідку. Пізніше з США прибули ще шість літаків, довівши їх кількість до 18. А в березня 1966 року підрозділ було перетворено в 10-ю винищувальну ескадрилью з підпорядкуванням 3-му тактичному винищувальному авіакрилу.
Всього ж американськими льотчиками було виконано більш ніж 4000 бойових вильоти при втраті двох літаків. Звичайне ж бойове навантаження становило від 907 до 1 360 кг. Хоча цей показник не був вищий, ніж, наприклад, у F-4 «Фантом» і F-105 «Тандерчіф», але при цьому F-5 був більш швидкісним та маневреним, що робило літак практично ідеальним для повторного заходу на ціль.
Льотчики F-5 виконували свої завдання виключно на Півдні і ніколи не стикалися в повітрі з північно-в'єтнамськими МіГ. Як зазначалося льотчиками, на відміну від інших літаків прицільна система на F-5 показала себе незадовільно і застосування більшості типів озброєння доводилося виконувати з пікірування. Типовою було підвіска додаткового паливного бака на 150 галонів на центральний пілон, а також ще по одному під кожне крило.
З негативного досвіду варто відзначити той факт, що для посадки і зльоту повністю озброєного літака були потрібні польові майданчики набагато більшої довжини, ніж планувала фірма-розробник. При стрільбі з гармат порохові гази повністю закривали огляд льотчику, особливо в дощову погоду, характерну для Азії. Крім того, були випадки зупинки двигуна через потрапляння порохових газів. До честі фірми варто відзначити, що ці проблеми були вирішені в короткий термін шляхом виїзду на місце бригади фахівців. Техніки, до речі, вельми високо оцінювали технічне обслуговування літака — за цим показником F-5 не було рівних.
Незважаючи на те, що «Фрідом Файтер» зарекомендував себе у в'єтнамській війні в цілому позитивно, проте фактично «Скоші Тайгер» був політичним проектом, спрямованим на «продавлювання» літака на озброєння американських ВВС. Але ситуація на той момент була така, що в підсумку було пролобійовано прийняття на озброєння штурмовика A-7 «Корсар» II. І як підсумок 10-я ескадрилья була розформована, а матчастину передано південно-в'єтнамським ВВС.
Це були перші F-5 південновьетнамців і надійшли вони в 525-у винищувальну ескадрилью, яка раніше літала на A-1 «Скайрейдер». Варто зазначити, що підготовка льотчиків розпочалася раніше — ще в серпні 1966 на авіабазі Вільямс з'явилися перші в'єтнамські курсанти. Спочатку літаки «не прийшлися до столу» і другу ескадрилью так і не сформували. Після подій 1973 року, коли американці покинули В'єтнам, жителі півдня дуже гостро потребували військової допомоги, тому розмови про цінності тієї чи іншої техніки не було. За короткий термін Вашингтон зміг поставити в тому числі 126 F-5A (поставки настільки великої кількості в досить стислий термін пояснюється просто — були реквізовані машини, що вироблялися в рамках контракту з Південною Кореєю, Іраном і Тайванем).
Таким чином, 1974 року в складі ВПС Південного В'єтнаму було чотири ескадрильї, на озброєнні яких знаходилися F-5A і RF-5A (всього 82 літака, ще 36 літаків на базах зберігання). Перед самим падінням Сайгона в 1975 році велика кількість літаків і вертольотів південно-в'єтнамських ВПС було перегнано своїми екіпажами в Таїланд — так туди потрапили чотири F-5A. Літаки були повернуті в США і пізніше продані іншим покупцям.
Крім того, після падіння Сайгона в 1975 році велика кількість авіатехніки південно-в'єтнамських ВПС потрапила в руки переможців — північнов'єтнамців. В цьому числі було і 87 F-5A і B. Кілька літаків були відправлені для порівняльних випробувань в СРСР, Чехословаччину і Польщу, але більшу частину вдалося «поставити на крило» і використовувати в ході боїв в Кампучії в 1978 році. В цілому винищувачі в складі ВПС В'єтнаму прослужили недовго — адже поставляти запасні частини до соціалістичної країни ніхто не поспішав.
В Кампучії для підтримки «червоних кхмерів» досить активно застосовувалися і тайські «Фрідом Файтер». Всього Таїланд отримав 24 F-5A, чотири RF-5A і два F-5B, які зняті з озброєння в 1989 році. Вельми незрозумілою сторінкою в бойовому застосуванні F-5 стала індо-пакистанська війна 1971 року. Індійські льотчики відзначали з боку противника застосування літаків даного типу. За останніми даними в 1971 році Саудівська Аравія відправила на допомогу мусульманському сусідові кілька десятків винищувачів F-86 і F-5. Крім того, на авіабазі Саргодха до 1976 року діяв лівійський «навчальний підрозділ» на F-5. Є також свідчення того, що на початку 70-х частина іранських F-5A перед відправкою до Греції «проходила обкатку» пакистанськими льотчиками.
В Африці найбільш інтенсивно використовували свої F-5 Ефіопія в ході війни з Сомалі в 1977 року. В 1966 році в рамках програми військової допомоги країна отримали як мінімум 12 F-5A і пару F-5B, з яких сформували єдину ескадрилья, яка базувалася на аеродромі Хавар Меду. Пізніше були закуплені винищувачі F-5 сучасніших модифікацій. В ході розпочатих зіткнень з Сомалі ці машини використовувалися в ході боїв на прикордонній території. Принаймні, два ефіопських F-5 були збиті сомалійською ППО. Після того як Ефіопія потрапила в радянську орбіту впливу, прямих поставок F-5 з США більше не було і бути не могло. Зате кілька машин F-5A і E було отримано із Соціалістичної Республіки В'єтнам. Принаймні, на двох F-5A ефіопські льотчики дезертирували в Судан. У підсумку в 1984 році залишилися в строю 12 F-5A і два F-5B були виставлені на продаж і через два роки куплені Іраном.
Іранські королівські ВПС стали першими покупцями F-5 в світі — вже в лютому 1965 року на базі 13 «Фрідом Файтерів» (11 F-5A і 2 F-5B) була сформована ескадрилья. В стройових частинах вони замінювали F-84 «Тандерджет». Всього до 1972 року уряд Ірану придбав 104 F-5A і 23 F-5B.
У 1974 році почалися поставки більш сучасних F-5E і F і досить багата країна практично відразу стала позбавлятися від ранніх моделей F-5A / B. Ці машини в масовому порядку купувала Греція, Ефіопія, Південний В'єтнам і Йорданія. При цьому частина F-5B була збережена як навчально-бойові машини.
З початком у 1980 році ірано-іракської війни і введенням ембарго на поставку зброї та запасних частин, почався зворотний процес, коли іранські емісари купували запасні частини і літаки де тільки можливо, в те числі і у своїх колишніх клієнтів. Пізніше іранській промисловості вдалося налагодити власне виробництво запасних частин для літаків цього типу. Про застосування «Фрідом Файтер» в ході війни відомо небагато — через свої характеристики в повітряних боях вони не використовувалися, обмежившись функцією «літаків поля бою».
Ще однією африканською країною, яка досить широко застосовувала F-5 в бойових умовах стала Марокко. Наприкінці 60-х років після переорієнтації країни на Захід у числі іншого Марокко розмістила замовлення на 18 F-5A і два F-5B (пізніше відкоректований в сторону збільшення). Крім того, з Ірану було отримано кілька винищувачів цього типу. Першим бойовим епізодом марокканських «Фрідом Файтер» стали події 16 серпня 1972, коли трійка F-5A заколотників атакувала Боїнг 727, на борту якого Король Хасан повертався з Франції. Завдяки професіоналізму екіпажу Боїнга катастрофи вдалося уникнути — машина сіла в аеропорту Рабат. Зрозумівши, що заколот на грані провалу аеропорт негайно був штурмований одиночним F-5, а до вечора чотири таких же літака атакували палац короля. Хасан в цих нальотах не постраждав і незабаром зміг навести порядок в країні.
У 1974 році Іспанія покинула свою колонію Іспанська Сахара і Марокко вирішило скористатися цим щоб вирішити застарілі прикордонний конфлікт з Мавританією. Спроби мирного вирішення ні до чого не привели і незабаром тут почали діяти бойовики Полісаріо, яких підтримував Алжир. Негайно проти терористів були кинуті F-5 з Кенітра. Однак поява на озброєнні повстанців великої кількості зенітних засобів, таких як ПЗРК привело до втрат урядової авіації. Так, кілька F-5 було збито з допомогою ПЗРК радянського виробництва «Стріла-2». Варто сказати, що марокканські F-5 застосовувалися виключно для ударів по наземних цілях, причому тут їх модернізували для застосування КР AGM-65B «Мейверік» і керованих бомб «Рокай».
У Південній Америці єдиним епізодом бойового застосування став невдалий військовий переворот листопада 1992 у Венесуелі. В цей час венесуельські VF-5 перебували на модернізації і не брали активної участі в бойових діях в повітрі. Тільки один VF-5 злетів з авіабази Баркуісімето в спробі перехопити літаки заколотників. Проте, в ході розпочатої штурмовки принаймні три VF-5A згоріли під бомбами і ракетами «Міражів» і «Бронко».
Останньою на сьогодні війною, в якій застосовувалися «Фрідом Файтер», стала громадянська війна в Ємені в 1994 році. Країна, розділена на Північний і Південний Ємен практично безперервно знаходилася в стані прикордонних конфліктів. В середині 70-х Північний Ємен вийшов зі сфери впливу СРСР і став перебудовувати збройні сили на західний манер і на західній техніці. Як «жест доброї волі» за згодою США саудівський уряд передав у Північний Ємен разом з партією сучасних F-5E і чотири F-5B.
Ясна річ, що враховуючи рівень підготовки єменських техніків до моменту початку великомасштабної громадянської війни всі F-5 перебували в нельотному стані. Тільки за допомогою американців вдалося придбати необхідні запчастини і ввести в машини в стрій. Про масштаби їх застосування в бойових діях інформації вкрай мало.

## Модифікації
- F-5A «Фрідом Файтер» — серійна версія першої моделі F-5. Перший політ прототипу відбувся в 1959 році, першого серійного літака — в 1963 році. Випускався на експорт.
- F-5B — Двомісний навчально-бойовий варіант.
- RF-5A — Одномісний розвідувальний варіант. Роботи по розвідувальному варіанту N-156C велись с самого початку, але замовлення на неї надійшов в жовтні 1967 року, але з певних об'єктивних причин свій перший виліт літак-розвідник виконав тільки в травні 1968 року. Від частини ударних функцій на літаку довелося відмовитися на користь установки в носовій частині чотирьох камер KS-92. Цікаво, що їх установка і зняття здійснювалося підготовленим техперсоналом всього за 5 хвилин! Використання різних лінз могло становити шість базових модифікацій камер. Основною відмінністю RF-5A від одномісного варіанту стала носова частина іншої форми, в усьому іншому літак був ідентичний. Зокрема, були залишені обидві гармати. В теорії в польових умовах можливо було переобладнання F-5A в RF-5A, але на практиці таких випадків практично не відмічено. Виробництво перших з 89 RF-5A почалося наприкінці 60-х років. Літаки цієї модифікації були поставлені в Імператорські іранські ВПС, Грецію, Марокко, Норвегію, Південну Корею, Південний В'єтнам, Таїланд і Туреччину.[2]
- NF-5A — Одномісний винищувач-бомбардувальник для Нідерландів.
- F-5E «Тайгер» II — друге покоління F-5. Продавався в 19 країн. 120 літаків будувалися на Тайвані за ліцензією.
- F-5F — Двомісна версія F-5. Вироблявся на Тайвані й у Канаді за ліцензією.
- F-20 Tigershark[en] (початково F-5G) — третє покоління літака (фактично, новий літак) для експорту з абсолютно новою силовою установкою і трохи зміненою геометрією крила. Перший політ прототипу відбувся в 1982 році. Серійно не випускався.

## Аварії та катастрофи
22 березня 2021 року під час навчально-тренувального польоту неподалік узбережжя Тихого океану зіштовхнулись два F-5E національний повітряних сил Тайваню (Республіки Китай). Пілотам вдалось катапультуватись.

## У мистецтві
- У фільмі «Апокаліпсис сьогодні» F-5 (належать ВПС Філіппін) з'являються в знаменитій сцені напалмових атак.
- У фільмі «Top Gun» F-5 грають роль вигаданих радянських винищувачів МіГ-28.
- У фільмі «Гарячі голови» F-5 показаний на початку фільму, де при виході на закритичний режим польоту втратив управління і зазнав аварії. А також у кінці фільму в ролі іракських перехоплювачів.